# Tadeusz Papier

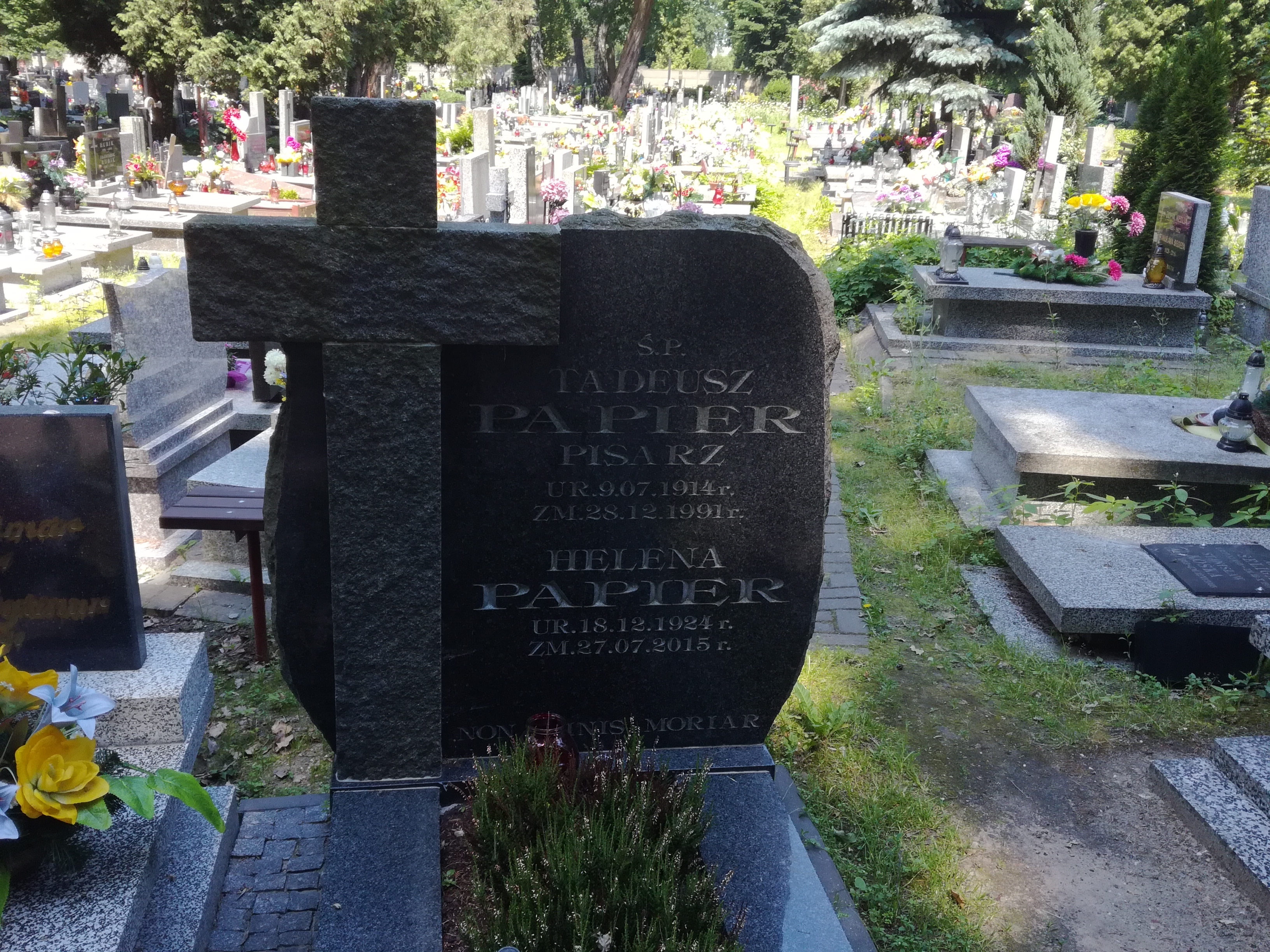
Grób Tadeusza Papiera na cmentarzu ewangelickim w Łodzi

Tadeusz Papier (ur. 9 lipca 1914 w Busku-Zdroju, zm. 28 grudnia 1991 w Łodzi) – polski pisarz, prozaik, publicysta i reportażysta.

## Życiorys
W 1934 roku ukończył I Liceum Ogólnokształcące im. Stefana Żeromskiego w Kielcach, w którym był współzałożycielem pisma młodzieżowego „Młodzi idą”. W 1983 został laureatem Nagrody Miasta Łodzi za całokształt działalności literackiej. W swojej twórczości poruszał problemy przenikania się  elementów wsi z miastem, kształtowania ludzkiej świadomości, oraz historii walki ruchu robotniczego.
Był ojcem dziennikarki, Grażyny Papier.
Został pochowany na cmentarzu ewangelickim przy ul. Ogrodowej w Łodzi.

## Wybrane utwory
- Anita, Łódź: Wydawnictwo Łódzkie, 1979, ISBN 83-218-0005-X. Brak numerów stron w książce
- Ciche jeziora, Łódź: Wydawnictwo Łódzkie, 1976. Brak numerów stron w książce
- Cienie na piaskowej górze, Łódź: Ludowa Spółdzielnia Wydawnicza, 1976. Brak numerów stron w książce
- Powtórna śmierć Boryny, Łódź: Wydawnictwo Łódzkie, 1982, ISBN 83-218-0169-2. Brak numerów stron w książce[5]